# Castellers de Cerdanyola
Els Castellers de Cerdanyola són una colla castellera de Cerdanyola del Vallès, al Vallès Occidental, fundada en 1998. Vesteixen amb camisa de color verd i els seus millors castells són el 2 de 7, el 5 de 7, el 7 de 7, el 4 de 7 amb l'agulla i el 3 de 7 amb l'agulla.

## Història
La colla castellera es va crear a partir d'unes converses durant el mes de juny de 1998, quan unes deu persones de diferent procedència, que s'anaven trobant a un conegut cafè de tertúlia de la ciutat, situat al Carrer Sant Ramon (el Bar Grau), van posar els fonaments de la colla i ha assolit una àmplia gamma de castells de 7 i 7 i mig, i en una zona geogràfica sense gaire tradició castellera.
Abans de la presentació oficial, per la Festa Major del Roser de maig de 1999, ja havien bastit el 3 de 7; al mes de juny es va assolir el 4 de 7 i el pilar de cinc; per l'Onze de Setembre es va descarregar el Vano de 5. Una setmana abans descarregaven al primer intent el 4 de 7 amb l'agulla a Santa Coloma de Gramenet, cosa que molt poques colles havien aconseguit fins llavors. La confirmació de la Colla es va esdevenir al mes de novembre, quan es descarrega, també al primer intent, el 5 de 7, a Cornellà de Llobregat. En 2014 van intentar per primer cop bastir castells de 8.
En 2016 el president era Cristian Zurita, Salvador Roca el 2018, Alejandro López en 2019 i Jordi Rodríguez el 2022.

## Assoliments
Una de les actuacions més completa i important va ser per la Diada de la Colla, el 12 de novembre de 1999, a Cerdanyola, on van bastir sense gaires problemes el 3 de 7, el 4 de 7 amb l'agulla i el 5 de 7, rematat amb la cirereta del vano de 5. Una actuació de castells de set i mig a càrrec de la colla més novella del moment. Abans d'acabar l'any encara vam tenir temps de descarregar un altre 4 de 7 amb agulla i de carregar un altre 5 de 7 a Esparreguera. Després d'uns anys d'alts i baixos, a la temporada 2009, els Castellers de Cerdanyola han aconseguit el 3r lloc al concurs de castells de set a la vil·la de Torredembarra el passat 4 d'octubre; descarregant per primera vegada a la seva història el 3 de 7 amb el pilar, acompanyat d'un 4 de 7 amb el pilar, 5 de 7 i pilar de 5.